# Донт, Михаэль
Михаэль Донт (р. 8 июня 1967, Метцинген) — немецкий политик из ХДС. С 2013 года является депутатом Бундестага от избирательного округа Ройтлинген.

## Биография
Михаэль Донт вырос в Графенберге. С 1973 по 1977 год посещал начальную школу в Графенберге, а затем, с 1977 по 1986 год, обучался в гимназии имени Дитриха Бонхеффера в Метцингене, где и получил аттестат зрелости. После прохождения военной службы поступил в Высшую школу управления в Людвигсбурге, где получил диплом специалиста по государственному управлению (Dipl.-Verwaltungswirt (FH)). Позже работал в администрации города Метцинген и в управлении города Пфуллинген.
Он католик, женат, имеет троих детей.

## Политическая деятельность
Михаэль Донт состоит в ХДС с 1989 года.
В 1999 году был избран мэром Ремерштайна и переизбран в 2007 году. С 1999 года является членом фракции ХДС в районном совете Ройтлингена, возглавляя её с 2007 по 2013 годы. С 2007 года является членом правления окружного отделения ХДС в Ройтлингене, а также был избран членом совета округа ХДС Вюртемберг-Гогенцоллерн и вошёл в комитеты по транспорту и цифровой инфраструктуре, сельским районам и региональному развитию.
На выборах в Бундестаг 2013 года получил мандат, набрав 51,9 % голосов в своём избирательном округе. В 18-м созыве Бундестага был постоянным членом Комитета по транспорту и цифровой инфраструктуре и заместителем члена Комитета по туризму.
На выборах в Бундестаг 2017 года вновь получил прямой мандат, набрав 40,8 % голосов. В 19-м созыве Бундестага продолжил работу в комитетах по транспорту, цифровой инфраструктуре и туризму, а также стал заместителем члена Бюджетного комитета и представителем фракции ХДС/ХСС в Совете по железнодорожной инфраструктуре.
В рамках работы в Комитете по транспорту и цифровой инфраструктуре занимается вопросами общественного транспорта, такси и междугородних автобусов, а также развитием железнодорожных путей, автомобильных и водных дорог федерального значения и расширением широкополосного интернета.
С 22 февраля 2018 года является одним из 62 секретарей Бундестага.
Также является членом Германо-французской, Германо-центральноамериканской и Германо-южноазиатской парламентских групп, а также членом надпартийной Европа-Унии Германии (Europa-Union Deutschland), выступающей за федеративную Европу и европейскую интеграцию.
На выборах в Бундестаг 2021 года вновь получил прямой мандат с 32,5 % голосов.

## Церковная и общественная деятельность
Михаэль Донт и его жена участвуют в деятельности своего прихода в качестве чтецов и помощников при причастии. Также он поёт в хоре мэров округа Ройтлинген. С 1 февраля 2021 года является уполномоченным округа Ройтлинген в Мальтийской службе помощи.